# Nantan (meteoryt)
Nantan (inne nazwy: Dongling, Dongning, Nandan, Nantan County) – meteoryt żelazny należący do oktaedrytów średnioziarnistych klasyfikowany też jako III CD, znajdowany od 1958 roku w regionie autonomicznym  Kuangsi-Czuang w Chinach. Meteoryt Nantan znajdowany jest  na obszarze elipsy rozrzutu długości 28 km i szerokości 8 km wzdłuż kierunku północno-zachodniego. Pierwszymi znalazcami ciężkich kamieni zawierających żelazo byli rolnicy z Nandan, głównie z mniejszości Yao. Wśród zebranych okazów materii meteorytowej trafiły się okazy o wadze od 10 g do 2000 kg. W sumie jak dotąd zebrano jakieś 9500 kg materii meteorytowej. W meteorycie zidentyfikowano między innymi następujące minerały: kamacyt, taenit, plessit, schreibersyt, troilit, grafit, spherlit, sideroferrit, dyslytit, cliftonit i lawrencit. Na podstawie zapisów historycznych, upadek meteorytu datuje się na rok 1516. Zapis historyczny brzmiał następująco: W porze letniej, w maju 11. roku panowania cesarza Jiajinga gwiazdy spadały z kierunku północno-zachodniego, długie na pięć do sześciu drzwi, falując jak węże i smoki. Były jasne jak błyskawica i znikły w ciągu sekund.